# NGC 3625
NGC 3625 este o galaxie spirală situată în constelația Ursa Mare. A fost descoperită în 8 aprilie 1793 de către William Herschel. Se află la o distanță de 36,48 de megaparseci de Pământ.